# Layoule
Layoule est un quartier de la commune de Rodez en Aveyron.

## Présentation
Pont en dos-d'âne construit au XIVe siècle. L’évêché possédait également ici le moulin de Cardaillac (en ruine, sur la rive droite) et la ferme de Saint-Martin. Les seigneurs de Salles-Curan ont construit la demeure dominant le hameau. De chaque côté du pont les moulins, encore en activité au milieu du XXe siècle, témoignent de l’activité des teinturiers et tanneurs, tandis qu’une maison du XVIe siècle marque le croisement du hameau et du chemin menant à la demeure seigneuriale.

## Toponymie
Selon le Récit des miracles de saint Amans, premier évêque de Rodez, Layoule signifierait idole en référence à l’épisode de l’idole Ruth, frappée par la foudre provoquée par l’évêque, lors d’un rite païen. Un morceau serait alors tombé dans l’Aveyron, provoquant la formation d’un gouffre, appelé le gouffre de l’Idole : la Youle.

## Iconographie
- Le pont de Layoule, huile sur toile de Paul Charlemagne conservée au Musée national d'art moderne[4].